# نيري ميدينا
نيري ميدينا (بالإسبانية: Nery Medina)‏ هو لاعب كرة قدم هندوراسي في مركز الدفاع، ولد في 5 أغسطس 1981 في Santa Rosa de Aguán ‏ في هندوراس. شارك مع منتخب هندوراس تحت 20 سنة لكرة القدم ومنتخب هندوراس لكرة القدم. أما مع النوادي، فقد لعب مع ريال إسبانيا.

## وصلات خارجية
- نيري ميدينا على موقع قاعدة بيانات كرة القدم.إي يو (الإنجليزية)
- نيري ميدينا على موقع ناشيونال فوتبول تيمز (الإنجليزية)
- نيري ميدينا على موقع Soccerway.com (الإنجليزية)
- نيري ميدينا على موقع AS.com (الإسبانية)